# Вермланд (лен)
Вермланд (на шведски: Värmlands län) е лен в западноцентрална Швеция. Граничи с шведските провинции Даларна, Йоребру и Вестра Йоталанд, също както и Норвежките фюлке Йостфол, Акешхус и Хедмарк на запад.
През XI век тук се изгражда металургичен център.

## Провинцията
Основна статия: Вермланд
Провинцията има почти същите граници като Вермланд, освен общините Карлскуга и Дегерфорш, които са част от Йоребру.

## Администрация
Основна статия: Административен Съвет на Лен Вермланд
Провинция Вермланд е създадена през 1779.

## Общини в лен Вермланд
В рамките на административното си устройсто, лен Вермланд се разеделя на 16 общини със съответно население към 31 декември 2013 :
|  | - Арвика (Arvika) с население 25 817 души; - Еда (Eda) с население 8426 души; - Грумс (Grums) с население 8925 души; - Карлстад (Karlstad) с население 87 786 души; - Кристинехамн (Kristinehamn) с население 23 949 души; - Мункфорш (Munkfors) с население 3656 души; - Оренг (Årjäng) с население 9953 души; - Сефле (Säffle) с население 15 276 души; - Сторфорш (Storfors) с население 4131 души; - Суне (Sunne) с население 13 011 души; - Торшбю (Torsby) с население 12 013 души; - Филипстад (Filipstad) с население 10 563 души; - Форшхага (Forshaga) с население 11 292 души; - Хагфорш (Hagfors) с население 12 071 души; - Хамарьо (Hammarö) с население 15 136 души; - Шил (Kil) с население 11 810 души; |